# 布尔维兰
布尔维兰（法語：Bourgvilain，法語發音：[buʁvilɛ̃]）是法国索恩-卢瓦尔省的一个市镇，属于马孔区。

## 地理
布尔维兰（46°22'11"N, 4°37'53"E）面积11.81 平方千米，位于法国勃艮第-弗朗什-孔泰大區索恩-卢瓦尔省，该省份为法国中部省份，北起顺时针与科多尔省、汝拉省、安省、罗讷省、卢瓦尔省、阿列省和涅夫勒省接壤。
与布尔维兰接壤的市镇（或旧市镇、城区）包括：圣塞西尔、皮埃尔克洛、圣普安、索洛尼、格罗讷河畔纳武尔。

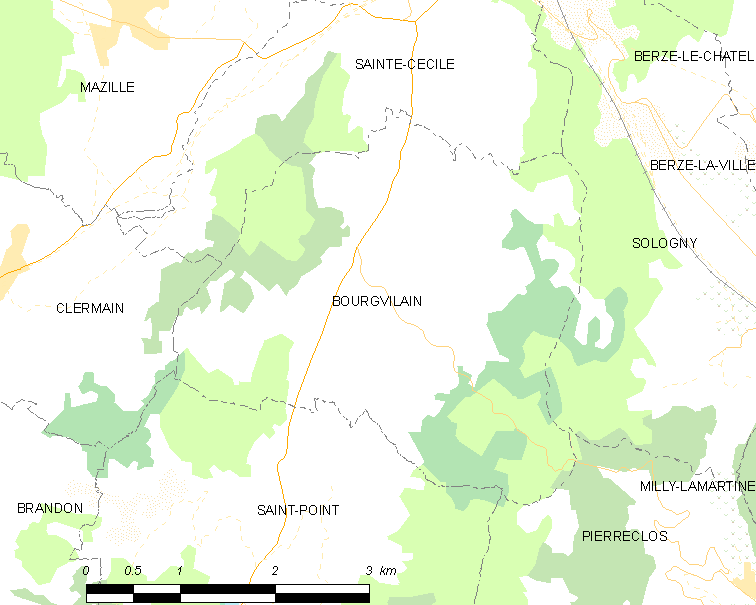
布尔维兰的OSM定位图

布尔维兰的时区为UTC+01:00、UTC+02:00（夏令时）。

## 行政
布尔维兰的邮政编码为71520，INSEE市镇编码为71050。

## 政治
布尔维兰所属的省级选区为拉沙佩勒德甘谢县。

## 人口

1962-2008年间布尔维兰人口变化图示

布尔维兰于2022年1月1日时的人口数量为360人。